# Maggie Lawson
Margaret Lawson, bolje poznana kot Maggie Lawson, ameriška filmska, gledališka in televizijska igralka, *12. avgust 1980, Louisville, Kentucky, Združene države Amerike. Najbolje je poznana iz televizijskih serij, kot so Inside Schwartz, Vse je relativno in Drobtinice ter iz televizijskega filma Nancy Drew. Ima tudi vlogo Juliet O'Hara v televizijski seriji Zvit in prebrisan, ki jo snema že od leta 2006.

## Zgodnje in zasebno življenje
Margaret »Maggie« Lawson se je rodila 12. avgusta 1980 v Louisvilleu, Kentucky, Združene države Amerike, kot hči matere Judy, gospodinje in očeta Mikea, hotelskega menedžerja. Ima tudi dva brata, Nicka in Chrisa. Šolala se je na šoli Assumption High School v Louisvilleu, Kentucky, vendar je javno šolanje opustila v zadnjem letniku, pri sedemnajstih letih, in se preselila v Kalifornijo, kjer se nameravala osredotočiti na igralsko kariero. Zadnji letnik je dokončala preko dopisovanja.
Maggie Lawson je partnerka Jamesa Rodayja, njenega soigralca iz televizijske serije Zvit in prebrisan. Razmerje sta začela v letu 2006.

## Kariera
Maggie Lawson je s svojo igralsko kariero začela v starosti deset let z igranjem v raznih gledaliških igrah. V starosti sedemnajst let je opustila šolanje in se preselila v Los Angeles, kjer se je nameravala začeti poklicno ukvarjati z igranjem. Takoj za tem je leta 1995 dobila manjšo vlogo v televizijski seriji Unhappily Ever After, kjer je igrala Madelyn. V Unhappily Ever After se je pojavila v dveh epizodah in sicer v »Angel Gone Bad« in »Sternberg«, ki sta se predvajali leta 1996 in leta 1997, kasneje leta 1996 pa je dobila še vlogo v televizijski seriji Hang Time. V letu 1997 se je pojavila tudi v televizijskih serijah Step by Step, Cybill in Boy Meets World, leta 1998 pa v televizijski seriji Kelly Kelly, televizijskem filmu I've Been Waiting for You in filmu Pleasantville.
Maggie Lawson je svoj preboj doživela leta 1999, ko je igrala Alexo v sedmih epizodah televizijske serije Miza za pet in s tem pritegnila tudi pozornost javnosti. Še istega leta je igrala v filmu Nice Guys Sleep Alone in televizijskih serijah Working, Urgenca, Felicity in Family Rules, že naslednjega leta, torej leta 2000 pa je igrala glavno vlogo poleg Justina Timberlaka v ABC-jevem televizijskem filmu z naslovom Vzorno vedenje. Disneyjeva komedija je dobil v glavnem same pozitivne ocene, Maggie Lawson pa je v njem igrala dve različni osebi: igrala je neodgovorni fotomodel in piflarsko študentko na kolidžu.
Leta 2001 je Maggie Lawson dobila manjšo vlogo v televizijski seriji Inside Schwartz, leta 2002 pa je ponovno pritegnila pozornost v televizijskem filmu Srčna sprememba. V filmu je imela vlogo Amande Maddox, študentke na fakulteti, ki se mora soočiti s tem, da njena mama samohranilka potrebuje novo srce. S tem filmom je do takrat pritegnila največ medijske pozornosti. Še istega leta je imela vlogo Nancy Drew v televizijskem filmu Nancy Drew, manjšo vlogo v eni epizodi televizijske serije Smallville, pojavila pa se je tudi v filmu Goljufi. Leta 2003 je dobila vlogo Michelle Casper v filmu Zimske počitnice in vlogo Liz Stoddard-Banks v televizijski seriji Vse je relativno, kjer je igrala vse do leta 2004. V naslednjem letu je dobila nekaj manjših vlog v filmih, kot so Ljubezen seka!, Ženino maščevanje, leta 2005 pa je igrala v epizodi televizijske serije Tru Calling.
Maggie Lawson je leta 2006 ponovno pritegnila pozornost javnosti, ko je dobila vlogo Juliet O'Hara v televizijski detektivski seriji, imenovani Zvit in prebrisan. V seriji igra še danes, do zdaj pa je posnela že štiri sezone. Poleg nje imajo v seriji glavne vloge še James Roday, Dulé Hill, Timothy Omundson, Corbin Bernsen in Kirsten Nelson.
Leta 2006 je Maggie Lawson igrala tudi v trinajstih epizodah televizijske serije Drobtinice, kjer je imela vlogo Andree Malone. Leta 2007 se je pojavila v televizijski seriji Šola za pare in filmu Čistilec, leta 2008 pa je igrala v epizodi televizijske serije, imenovane Prvinski strah. Leta 2009 je se je pojavila v filmih Igričar in Potegavščina 2 ter imela vlogo Lacey Smithsonian v dveh filmih, ki sta izšla tistega leta: v filmu Killer Hair in v filmu Hostile Makeover.

## Filmografija
| Leto       | Naslov                    | Vloga                       | Opombe            |
| ---------- | ------------------------- | --------------------------- | ----------------- |
| 1996       | Unhappily Ever After      | Madelyn                     | 2 epizodi         |
| 1996       | Hang Time                 | Kim                         |                   |
| 1997       | Step by Step              | Alana Mills                 | Televizijski film |
| 1997       | Boy Meets World           | Debbie                      |                   |
| 1997       | Meego                     | Brooke                      |                   |
| 1997       | Cybill                    | Jennifer                    | 1 epizoda         |
| 1998       | Home Improvement          | Samantha Hase               |                   |
| 1998       | Pleasantville             | Lisa Anne                   |                   |
| 1998       | I've Been Waiting for You | Debbie Murdock              |                   |
| 1999       | Miza za pet               | Alexa                       | Stranska vloga    |
| 1999       | Urgenca                   | Shannon Mitchell            |                   |
| 1999       | Working                   | Julie                       | 1 epizoda         |
| 1999       | Felicity                  | Rebecca                     | 1 epizoda         |
| 2000       | Vzorno vedenje            | Alex Borroughs/Janine Adams |                   |
| 2001       | Inside Schwartz           | Eve                         | Stranska vloga    |
| 2002       | Nancy Drew                | Nancy Drew                  | Televizijski film |
| 2002       | Goljufi                   | Julie Merkel                |                   |
| 2002       | Srčna sprememba           | Amanda Maddox               | Televizijski film |
| 2002       | Smallville                | Chrissy/Missy Parker        | 1 epizoda         |
| 2003       | Zimske počitnice          | Michelle                    |                   |
| 2003–2004  | Vse je relativno          | Liz Stoddard-Banks          |                   |
| 2004       | Ljubezen seka!            | Kelly                       |                   |
| 2004       | Ženino maščevanje         | Rachel                      |                   |
| 2005       | Tru Calling               | Megan Roberts               | 1 epizoda         |
| 2006       | Drobtinice                | Andrea Malone               | Glavna vloga      |
| 2006-danes | Zvit in prebrisan         | Juliet O'Hara               | Glavna vloga      |
| 2007       | Čistilec                  | Cherie                      |                   |
| 2008       | Prvinski strah            | Bride                       | 1 epizoda         |
| 2009       | Potegavščina 2            | Allison                     |                   |
| 2009       | Killer Hair               | Lacey Smithsonian           |                   |
| 2009       | Hostile Makeover          | Lacey Smithsonian           |                   |
| 2009       | Igričar                   | Gost v novicah #2           |                   |